# Eisenerzgrube Karl

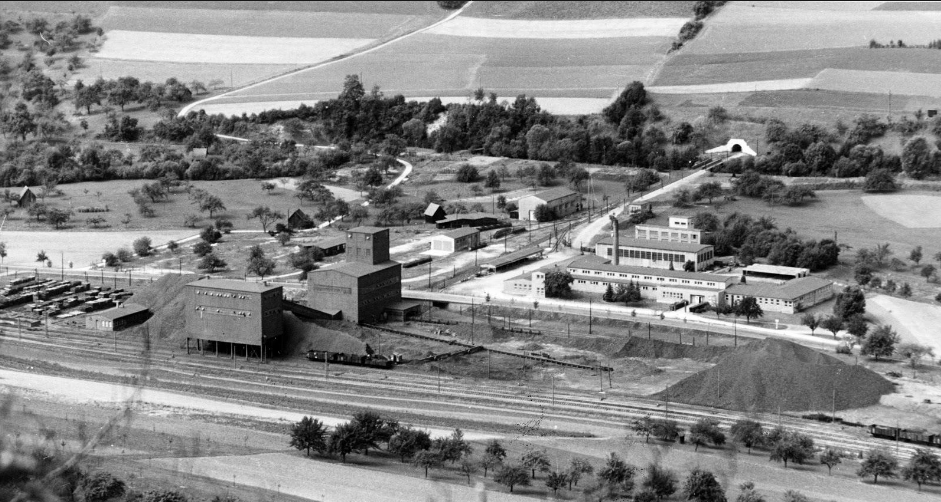
Der Verladebahnhof am Staufenstolln

Die Eisenerzgrube Karl ist ein ehemaliges Bergwerk in Geislingen an der Steige. Zwischen 1934 und 1963 wurden dort täglich etwa 1000 Tonnen Eisenerz gefördert und im Ruhrgebiet verhüttet.

## Geschichte
Der Eisenerzbergbau begann mit der Errichtung des 314 m langen Karlsstollen am westlichen Ortsrand im Stadtteil Altenstadt Richtung Kuchen im Jahr 1921. Wegen mangelnder Rentabilität stellte man den Betrieb schon 1924 wieder ein. 1934 erwarb die Gutehoffnungshütte aus Oberhausen das Schürfrecht von den Schwäbischen Hüttenwerken. Das Erz wurde in leeren Kohlezügen ins Ruhrgebiet transportiert und dort in der Gutehoffnungshütte verhüttet. Man verfügte dort über ein spezielles Verfahren, mit dem man auch saure Erze wie das aus Geislingen durch Beimengung anderer Erze verhütten konnte. Auch aus Gründen der Autarkiebestrebungen des Deutschen Reiches konnte der Abbau diesmal rentabel erfolgen. In den darauffolgenden Jahren prägten die Grubenanlagen das Stadtbild von Altenstadt. Im Zweiten Weltkrieg wurde eine von der Eisenerzgrube Karl angemietete Baracke von der Stadt Geislingen zum Kriegsgefangenenlager ausgebaut und der Maschinenfabrik Geislingen zur Verfügung gestellt. Anfang der 1960er-Jahre wurde die Stilllegung der Grube aufgrund geringer Produktivität, geringem Erzgehalt, weiten Transportwegen zur Verhüttung und eine Überalterung des Personals beschlossen. In den letzten Jahren wurde das meiste Erz zur Veredelung in der Zementindustrie verwendet, die Hütten verwendeten lieber hochwertigere Erze aus dem Ausland. Am 4. Januar 1963 fuhren zuletzt Bergleute zu einer Schicht in die Grube hinein. Bald darauf wurden die Werksanlagen sowie die vordere Bergarbeitersiedlung abgerissen, heute sind kaum noch Spuren des Bergbaus zu erkennen.

## Geologie
In Geislingen wurde eine oolithische Brauneisenerzlagerstätte abgebaut, genauer eine vererzte Schalentrümmerbank der schwäbischen Juraformation. Das Erzlager hat eine Mächtigkeit von bis zu 3,5 Metern, wirtschaftlich interessant waren 1,8–2,5 Meter. Dort werden Eisengehalte bis zu 38 % erreicht. Die Oolithe der Lagerstätte bestehen aus einem Quarzkern, um den sich konzentrisch angelagert das Brauneisenerz befindet.

## Abbau
Das Stollenmundloch befand sich am Hang des Michaelsberg. 1937 wurde der Staufenstolln fertiggestellt, der senkrecht zum bestehenden Karlsstolln die Lagerstätte erschloss. Der Abbau erfolgte im Strebbruchbau. Zuerst wurden im Abstand von 120 m zwei Strecken in die Lagerstätte aufgefahren und miteinander verbunden. Dann konnte der Abbau auf voller Länge beginnen, der Berg wurde zunächst mittels Holzstempeln, später eher mit Stahlträgern abgestützt. Diese entfernte man nach dem Abbau wieder und ließ das Gebirge hinter sich zusammenbrechen. Das Roherz wurde dann auf einer Schüttelrutsche aus dem Streb befördert, später wurde dazu ein Panzerförderer eingesetzt. Anschließend wurde es mittels einer elektrischen Grubenbahn aus dem Berg transportiert. Auf dem Außengelände des Bergwerks fanden sich zur Weiterverarbeitung eine Brech-, Sieb-, Bunker-, und Verladeanlage, sowie Betriebsgebäude mit Büroräumen, Lagerflächen, Waschkauen, Werkstätten und das Transformatorhaus.